# Маршал Совјетског Савеза
Маршал Совјетског Савеза (рус. Маршал Советского Союза) је у пракси био највиши војни чин у Совјетском Савезу. Највиши чин у теорији је био генералисимус Совјетског Савеза, који је уведен за Стаљина, и он је био једина особа са овим чином. Чин маршала Совјетског Савеза је уведен 1935, а укинут је 1991. Четрдесет једна особа је имала чин маршала Совјетског Савеза. Морнарички еквивалент овом чину је до 1955. био чин адмирал флоте а од 1955. је чин адмирал флоте Совјетског Савеза.

## Историја чина
Војни чин маршал Совјетског Савеза је успостављен декретом Совјетског кабинета, Савета народних комесара (Совнарком), 22. септембра, 1935. 20. новембра, чин је додељен петорици људи: Народном комесару за одбрану, и бољшевичком ветерану Клименту Ворошилову, шефу генералштаба Црвене армије Александру Јегорову, и тројици високих команданата, Василију Бљухеру, Семјону Буђонију и Михаилу Тухачевском.
Тројица од њих, Бљухер, Тухачевски и Јегоров су убијени током Стаљинове Велике чистке 1937 — 1938. 7. маја, 1940, су постављена три нова маршала: нови Народни комесар за одбрану, Семјон Тимошенко, Борис Шапошњиков, и Григориј Куљик.
Иако су традиционални официрски чинови враћени 1935, генералски чинови у Црвеној армији нису уведени до 1940. Нови систем чинова је био збуњујући, јер је имао и чин маршала и генерала армије, али су му недостајали бригадир, и генерал; позицију између генерал-потпуковника и генерала армије је држао генерал-пуковник. Овакав распоред сугерише да се генерал армије може сматрати еквивалентом фелдмаршала и генерала армије у САД, што оставља чин маршала у највећој мери као почасни чин.
Током Другог светског рата, Тимошенко и Буђони су разрешени дужности, а Кулик је деградиран због неспособности, а чин маршала Совјетског Савеза је додељен већем броју војних команданата због њихових заслуга. Међу њима су били Георгиј Жуков, Иван Коњев и Константин Рокосовски. 1943, и сам Стаљин је постао маршал Совјетског Савеза, а 1945. му се придружио шеф полиције, Лаврентиј Берија. Овим „политичким“ маршалима се 1947. придружио Николај Булгањин.
Два маршала су убијена у послератним чисткама: Куљик 1950. и Берија 1953, након Стаљинове смрти. Након тога је овај чин додељиван само професионалним официрима, уз изузетак Леонида Брежњева, који је сам себи дао маршала 1976. Последњи маршал Совјетског Савеза је био Дмитриј Јазов, унапређен 1990, који је затворен након неуспелог пуча против Михаила Горбачова 1991. Маршал Сергеј Ахромејев је извршио самоубиство 1991, током распада Совјетског Савеза.
Чин је укинут распадом Совјетског Савеза, децембра 1991. Наследио га је чин маршала Руске Федерације, који је имала само једна особа, маршал Игор Сергејев, који је био руски министар одбране од 1997. до 2001, а затим саветник за безбедност тадашњег руског председника, Владимира Путина.
Маршали спадају у три генерацијске групе.
- Они који су стекли репутацију током Руског грађанског рата. У ове спадају они који су пали у чисткама 1937—1938, (Бљухер, Тухачевски и Јегоров), и они који су имали високе командне дужности у раним данима Другог светског рата (Буђони, Кулик, Шапошњиков, Тимошенко и Ворошилов). Сви они, изузев Шапошњикова и Тимошенка, су проглашени неспособнима, и смењени.
- Они који су стекли репутацију током Другог светског рата, и командовали у каснијем периоду рата. Међу њима су Жуков, Василевски, Коњев, Рокосовски, Малиновски, Толбухин и Чујков.
- Они који су имали високе коменанде дужности током ере Хладног рата. Сви они су били официри током Другог светског рата, али су на високим позицијама били у Варшавском пакту или као совјетски министри одбране. Међу њима су Гречко, Јакубовски, Устинов, Куликов, Огарков, Ахромејев и Јазов.

Сви послератни маршали су били официри током Другог светског рата. Чак и Јазов, који је имао 20 година када се рат завршио, био командир вода. Међутим, за разлику од високих официра америчке војске у хладноратовској ери, ниједан совјетски маршал није имао борбеног искуства после 1945. Истрајност ветерана из Другог светског рата у совјетском војном руководству је и био један од фактора опадања совјетског војног капацитета у касном совјетском периоду.

## Списак маршала Совјетског Савеза
- Климент Ворошилов (1881—1969), унапређен 20. новембра 1935.
- Михаил Тухачевски (1893—1937), унапређен 20. новембра 1935. (по налогу Стаљина разрешен и стрељан 1937. а рехабилитован 1957)
- Александар Јегоров (1883—1939), унапређен 20. новембра 1935. (по налогу Стаљина стрељан 1939. а рехабилитован 1956)
- Семјон Буђони (1883—1973), унапређен 20. новембра 1935.
- Василиј Бљухер (1890—1938), унапређен 20. новембра 1935.
- Семјон Тимошенко (1895—1970), унапређен 7. маја 1940.
- Григориј Куљик (1890—1950), унапређен 7. маја 1940. (по налогу Стаљина деградиран 1942. а рехабилитован 1957)
- Борис Шапошњиков (1882—1945), унапређен 7. маја 1940.[1]
- Георгиј Жуков (1896—1974), унапређен 18. јануара 1943.
- Александар Василевски (1895—1977), унапређен 16. фебруара 1943.
- Јосиф Стаљин (1879—1953), постао 6. марта 1943. (од 1945. Генералисимус Совјетског Савеза)
- Иван Коњев (1897—1973), унапређен 21. фебруара 1944.
- Леонид Говоров (1897—1955), унапређен 18. јуна 1944.
- Константин Рокосовски (1896—1968), унапређен 29. јуна 1944. (био је такође маршал Пољске од 1949. до 1956)
- Родион Малиновски (1898—1967), унапређен 12. септембра 1944.
- Фјодор Толбухин (1894—1949), унапређен 14. септембра 1944.
- Кирил Мерецков (1897—1968), унапређен 26. октобра 1944.
- Лаврентиј Берија (1899—1953), постао 9. јула 1945. (разрешен и стрељан 1953)
- Василиј Соколовски (1897—1968), унапређен 3. јула 1946.
- Николај Булгањин (1895—1975), унапређен новембра 1947. (деградиран 1958)
- Иван Баграмјан (1897—1982), унапређен 11. марта 1955.
- Сергеј Бирјузов (1904—1964), унапређен 11. марта 1955.
- Андреј Гречко (1903—1976), унапређен 11. марта 1955.
- Андреј Иванович Јерјоменко (1892—1970), унапређен 11. марта 1955.
- Кирил Москаленко (1902—1985), унапређен 11. марта 1955.
- Василиј Чујков (1900—1982), унапређен 11. марта 1955.
- Матвеј Захаров (1898—1972), унапређен 8. маја 1959.
- Филип Голиков (1900—1980), унапређен 6. маја 1961.
- Николај Иванович Крилов (1903—1972), унапређен 29. априла 1962.
- Иван Јакубовски (1912—1976), унапређен 12. априла 1967.
- Павел Батицки (1910—1984), унапређен 15. априла 1968.
- Петр Кошевој (1904—1976), унапређен 15. априла 1968.
- Леонид Брежњев (1906—1982), унапређен 2. маја 1976.
- Дмитриј Устинов (1908—1984), унапређен 30. јула 1976.
- Виктор Куликов (1921—2013), унапређен 14. јануара 1977.
- Николај Огарков (1917—1994), унапређен 14. јануара 1977.
- Сергеј Соколов (1911—2012), унапређен 17. фебруара 1978.
- Сергеј Ахромејев (1923—1991), унапређен 25. марта 1983.
- Семјон Куркоткин (1917—1990), унапређен 25. марта 1983.
- Василиј Петров (1917—2014), унапређен 25. марта 1983.
- Дмитриј Јазов (1924—2020), унапређен априла 1990.